# Saint-Martin-du-Touch (métro de Toulouse)
Ne doit pas être confondu avec Gare de Saint-Martin-du-Touch.
Saint-Martin-du-Touch est une future station de la ligne C du métro de Toulouse, située dans le quartier Saint-Martin-du-Touch, à l'ouest de la ville, entre les stations de Fontaine Lumineuse et Blagnac. Les travaux débutent en 2023, pour une mise en service envisagée en 2028.

## Caractéristiques

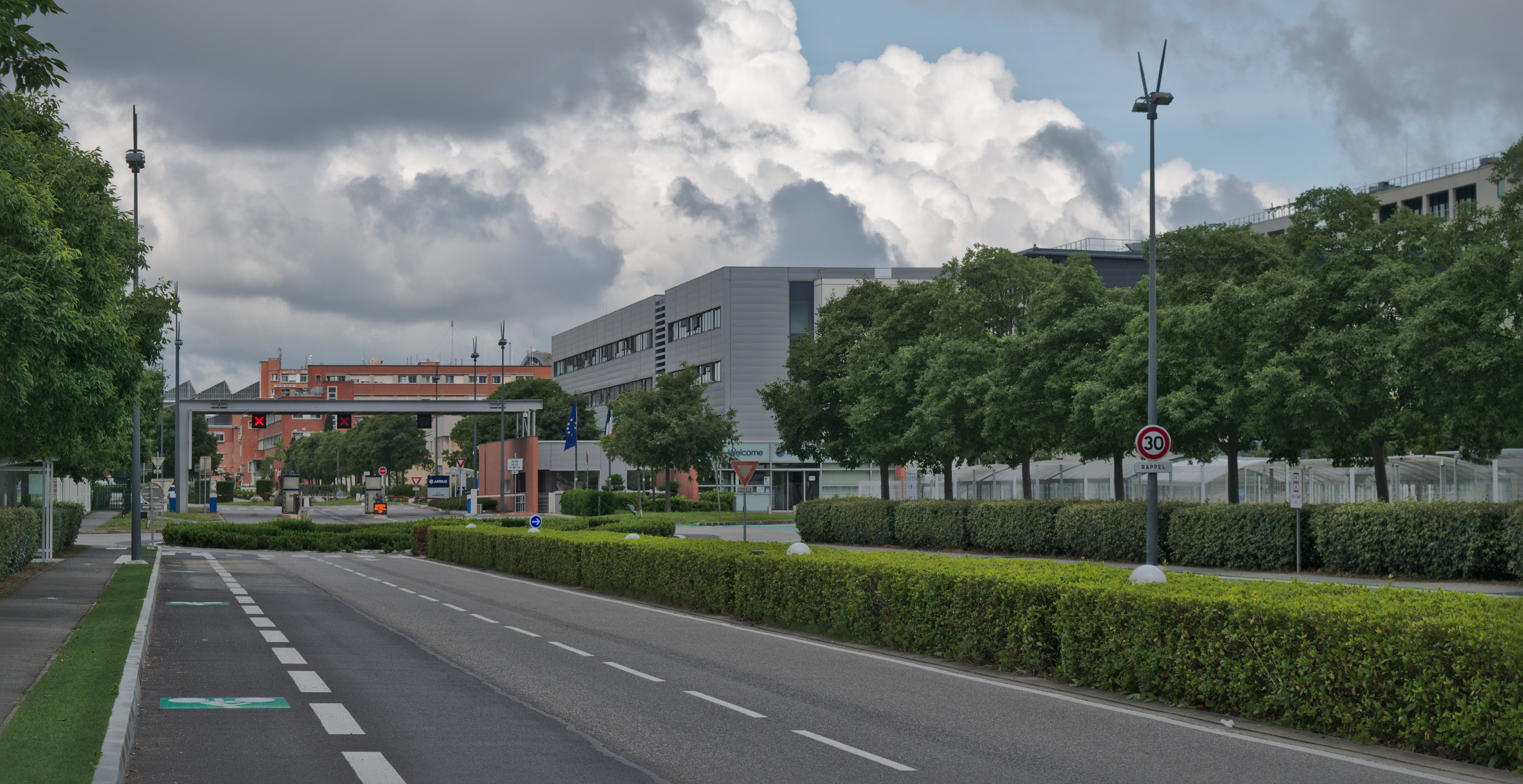
La station sera située à côté de la principale entrée du site d'Airbus.

La station se situerait dans le quartier de Toulouse de Saint-Martin-du-Touch, à l'ouest de Toulouse. Elle permettrait la desserte du site Saint-Martin de l'entreprise Airbus, site de construction des avions, mais aussi de lotissements alentour. Par ailleurs, la station devrait se trouver directement sur le parking de l'usine Airbus. À l'instar des stations Colomiers Gare et Fontaine Lumineuse, la station serait facilement accessible aux voitures, grâce à la proximité directe de l'échangeur de la Crabe.
Des aménagements en faveur des traversées piétons et cycles devraient être effectués.
Sa situation par rapport au sol est incertaine : une station aérienne paraît logique, du fait de l'objectif de Tisséo de faire le trajet entre Colomiers Gare et la station en aérien. Mais, en amont de la station, un viaduc semble impossible à construire, du fait de la présence de la passerelle de l'usine Airbus. Les études à suivre devraient donc trancher sur ce sujet.
Après l'enquête publique, l'intégralité de la section environnante est modifiée pour être désormais creusée au tunnelier : La station devient donc souterraine.
La ligne de BHNS Linéo 2 passant actuellement à proximité directe de l'usine, il semble logique que la ligne desserve la station. Aujourd'hui, la ligne relie les Arènes à la gare de Colomiers-Lycée International.

## Construction
Comme l'ensemble de la ligne C du métro de Toulouse, les travaux de construction débutent en 2023, pour une mise en service en 2028.

## Aménagement culturel
La station accueillera une œuvre de l'artiste et plasticienne Cécile Bart.